# Lijst van provinciedomeinen in West-Vlaanderen
De provincie West-Vlaanderen telt een aantal provinciedomeinen, dit zijn natuur- en recreatiegebieden die door de provincie worden beheerd. In 2021 zijn dat er 21:
- Baliekouter (Dentergem - Wakken)
- Bergelen (Wevelgem)
- Blankaart (Woumen - Merkem)
- Bulskampveld (Beernem)
- d'Aertrycke (Torhout)
- Damse Vaart (Brugge - Damme)
- Duinpanne (De Panne)
- Fort van Beieren (Brugge - Koolkerke)
- Gasthuisbossen (Ieper)
- Gavers (Harelbeke - Deerlijk)
- IJzerboomgaard (Diksmuide)
- Kemmelberg (Heuvelland)
- Koolhofput (Oostduinkerke - Nieuwpoort)
- Palingbeek (Ieper - Zillebeke)
- Raversijde (Oostende)
- Sterrebos (Roeselare - Rumbeke)
- 't Veld (Ardooie)
- Tillegembos (Brugge - Sint-Michiels)
- Wallemote-Wolvenhof (Izegem)
- Zeebos (Blankenberge)
- Zwin (Knokke-Heist)

Deze provinciedomeinen zijn voor het publiek in het algemeen toegankelijk van zonsopgang tot zonsondergang.
Daarnaast beheert de provincie ook negen "groene assen". Dit zijn vroegere spoorwegbeddingen die heringericht zijn als wandel- en fietspaden, meestal met verhard zand. Op termijn moeten zij deel worden van een fietsroutenetwerk door de provincie. Doordat het om vroegere spoorwegtrajecten gaat, lopen deze routes meestal doorheen rustige landschappen, in een natuuromgeving.
- Abdijenroute (Brugge <<->> Maldegem) : 13 km
- Frontzate (Diksmuide <<->> Nieuwpoort) : 13 km
- Groene 62 (Torhout <<->> Oostende) : 20 km
- Guldensporenpad (Kortrijk <<->> Zwevegem) : 4,5 km
- Kezelbergroute (Roeselare <<->> Menen) : 8 km
- Stroroute (Zonnebeke <<->> Roeselare) : 10 km
- Trimaarzate (Avelgem <<->> Spiere, Avelgem <<->> Heestert) : 14 km
- Vloethemveldzate (Zedelgem) : 5,5 km
- Vrijbosroute (Boezinge-Ieper <<->> Kortemark) : 20 km[1]